# Mount Alston
Mount Alston är ett berg i Kanada.   Det ligger i provinsen British Columbia, i den sydvästra delen av landet, 3 700 km väster om huvudstaden Ottawa. Toppen på Mount Alston är 1 759 meter över havet, eller 667 meter över den omgivande terrängen. Bredden vid basen är 8,4 km.
Terrängen runt Mount Alston är huvudsakligen bergig, men åt sydväst är den kuperad.Trakten runt Mount Alston är nära nog obefolkad, med mindre än två invånare per kvadratkilometer.. Det finns inga samhällen i närheten.
I omgivningarna runt Mount Alston växer i huvudsak barrskog.